# Боліваріанські ігри 2013
XVII Боліваріанські ігри (ісп. Juegos Bolivarianos) — мультиспортивні змагання, що проходили з 16 по 30 листопада 2013 року переважно в Трухільйо, Перу, деякі змагання також проходили в Лімі та Чіклайо. Близько 4500 спортсменів з 11 країн брали участь у 44 видах спорту. Ці Ігри були третіми Боліварськими іграми, які приймало Перу. Раніше Перу приймало Боліварські ігри 1947–1948 років і Боліварські ігри 1997 року. З 2011 року Трухільйо готував спортивні споруди до Боліварських ігор.
Боліварські ігри 2013 року були першими, в яких брали участь спортсмени з 11 країн замість звичайних 6 членів Боліварської спортивної організації (ODEBO).
До цього 13 разів поспіль, починаючи з Ігор 1961 року переможцем цих змагань за кількістю золотих медалей ставала Венесуела. На цих Іграх гегемонія цієї країни була перервана Колумбією, яка здобула на п'ять золотих нагород більше (566 проти 561 у Венесуели). Колумбія уперше у своїй історії стала переможницею Боліваріанських ігор.

## Вибір місця проведення
5 травня 2010 року Боліваріанська спортивна організація (ODEBO) спочатку вибрала місто Панама як місце проведення XVII Боліварських ігор. ODEBO вибрала це місто після того, як обидві протилежні заявки від Венесуели та Еквадору були відхилені. Заявка Венесуели провалилася через відсутність загальної підтримки з боку тодішнього президента Венесуели Уго Чавеса. Заявка Еквадору просто не була подана вчасно, щоб бути офіційною.
20 жовтня 2010 року ODEBO вирішила відкликати місто Панама через те, що Олімпійський комітет Панами насправді має два комітети з двома співпрезидентами, які конфліктують між собою, Мігелем Ванегасом і Мігелем Санчісом, один визнаний Верховним судом Панами, а інший визнаний МОК.
На початку 2011 року Трухільйо подав заявку на те, щоб замінити Панама-Сіті на місце проведення Боліварських ігор 2013 року. Комісія Ігор ODEBO вирушила до перуанського міста, щоб провести візуальний огляд його об'єктів. Перевірка показала, що Трухільйо здатний прийняти Ігри, і неофіційно заявило, що місто прийме Боліварські ігри 2013 року. Офіційне оголошення було зроблено 7 лютого 2012 року в Ріо-де-Жанейро.

## Спортивні заклади
- Спорткомплекс «Мансіче»
  - Стадіон Чан-Чан (місце проведення церемоній, розташоване в історичному центрі міста Трухільйо)
  - Спортивний центр «Уака-дель-Соль»
- Спорткомплекс «Чикаго»
- Басейн «Гільдемейстер»
- Спортивний центр «Уанчако»
- Спортивний центр «Ла-Есперанца»[7]

| Спортивний центр «Уака-дель-Соль» |
| Спортивний центр «Уака-дель-Соль» |

| Басейн Гільдемейстер   |
| Басейн «Гільдемейстер» |

| Стадіон «Чан-Чан» |
| Стадіон «Чан-Чан» |

## Країни-учасниці
У цих Іграх змагалися всі 6 націй Боліваріанської спортивної організації (ODEBO). Вперше в історії Ігор п'ять команд, які не належать до ODEBO, також отримали дозвіл на участь. Число в дужках означає кількість спортсменів у кожній команді.
- Болівія (355)
- Чилі (388)
- Колумбія (514)
- Домініканська Республіка** (232)
- Еквадор (578)
- Сальвадор** (135)
- Гватемала** (380)
- Панама (111)
- Парагвай** (103)
- Перу (Host Nation) (795)
- Венесуела (789)

Примітка: ** — команди, які не належать до ODEBO.

## Змагання на іграх
У цих Боліварських іграх розігрувався 561 комплект медалей у 44 видах спорту. На цих Іграх вперше було представлено регбі. Числа в дужках вказують кількість змагань за медалі в кожному виді спорту.
- Водні види спорту
  -  Стрибки у воду (10) (докладніше)
  -  (4) Плавання у відкритій воді (докладніше)
  -  Плавання (40) (докладніше)
  -  Артистичне плавання (4) (докладніше)
  -  Водне поло (1) (докладніше)
- Стрільба з лука (22) (докладніше)
- Легка атлетика (47) (докладніше)
- Бадмінтон (6) (докладніше)
- Бейсбол (1) (докладніше)
- Баскетбол (2) (докладніше)
- Боулінг (15) (докладніше)
- Бокс (13) (докладніше)
- Веслування на каное (22) (докладніше)
- Шахи (2) (докладніше)
- Скелелазіння (8) (докладніше)
- Більярд (15) (докладніше)
- Велосипедний спорт (29) (докладніше)
  -  Велосипедний мотокрос (4)
  -  Маунтенбайк (3)
  -  Шосейний велоспорт (4)
  -  Велоспорт на треку (18)
- Верхова їзда (6) (докладніше)
- Фехтування (12) (докладніше)
- Хокей на траві (2) (докладніше)
- Футбол (2) (докладніше)
- Футзал (1) (докладніше)
- Гольф (2) (докладніше)
- Гімнастика
  -   Спортивна гімнастика (14) (докладніше)
  -   Художня гімнастика (9) (докладніше)
- Гандбол (2) (докладніше)
- Дзюдо (22) (докладніше)
- Карате (18) (докладніше)
- Ракетбол (6) (докладніше)
- Роллер-спорт (8) (докладніше)
- Академічне веслування (14) (докладніше)
- Регбі-7 (2) (докладніше)
- Вітрильний спорт (8) (докладніше)
- Стрілецький спорт (34) (докладніше)
- Софтбол (1) (докладніше)
- Сквош (7) (докладніше)
- Серфінг (11) (докладніше)
- Настільний теніс (7) (докладніше)
- Тхеквондо (21) (докладніше)
- Теніс (7) (докладніше)
- Тріатлон (3) (докладніше)
- Підводний спорт (12) (докладніше)
  -  Підводне швидкісне плавання (8)
  -  Фридайвінг (2)
  -  Підводне полювання (2)
- Волейбол
  -  Пляжний волейбол (2) (докладніше)
  -  Волейбол (2) (докладніше)
- Водні лижі (10) (докладніше)
- Важка атлетика (45) (докладніше)
- Боротьба (21) (докладніше)
- Ушу (15) (докладніше)

## Таблиця медалей
Підсумкова таблиця медалей:
  *   Країна-господарка ( Перу)
| Місце               | Країна                         | Золото | Срібло | Бронза | Загалом |
| ------------------- | ------------------------------ | ------ | ------ | ------ | ------- |
| 1                   | Колумбія (COL)                 | 166    | 135    | 113    | 414     |
| 2                   | Венесуела (VEN)                | 161    | 168    | 128    | 457     |
| 3                   | Еквадор (ECU)                  | 66     | 71     | 92     | 229     |
| 4                   | Перу (PER)*                    | 61     | 61     | 104    | 226     |
| 5                   | Чилі (CHI)                     | 44     | 57     | 79     | 180     |
| 6                   | Гватемала (GUA)                | 18     | 23     | 35     | 76      |
| 7                   | Домініканська Республіка (DOM) | 18     | 17     | 44     | 79      |
| 8                   | Парагвай (PAR)                 | 9      | 7      | 8      | 24      |
| 9                   | Болівія (BOL)                  | 7      | 7      | 18     | 32      |
| 10                  | Сальвадор (ESA)                | 6      | 9      | 11     | 26      |
| 11                  | Панама (PAN)                   | 6      | 6      | 22     | 34      |
| Загалом (11 збірна) | Загалом (11 збірна)            | 562    | 561    | 654    | 1777    |